# Velká Lhota
Velká Lhota là một làng thuộc huyện Vsetín, vùng Zlínský, Cộng hòa Séc.